# Anne-Claire Goulon
Pour les articles homonymes, voir Goulon.
Anne-Claire Goulon, née le 1er avril 1974 à Pont-à-Mousson, dirigeante d'un groupe spécialisé dans le BTP, est une femme engagée dans l'insertion professionnelle.

## Biographie

### Enfance et formation
Anne-Claire Goulon fait sa scolarité primaire et secondaire dans la région de Pont-à-Mousson. Élevée avec dans une famille qui porte haut les valeurs liées au travail, avec des grands-parents agriculteurs et son père employé de Saint-Gobain PAM, elle a été très tôt mise à contribution à la ferme, entre autres. Elle quitte sa région natale pour intégrer l'École supérieure de commerce de Lille (Skema Business School) où elle obtient son diplôme en 1996.[réf. nécessaire]

### Vie de famille
Anne-Claire Goulon a deux enfants, un garçon et une fille.

### Carrière
Anne-Claire Goulon débute en 1996 chez Johnson en commercialisant des produits ménagers auprès de la grande distribution française. Elle quitte la multinationale en 2001 et revient en Lorraine, dans les Vosges notamment, pour intégrer le domaine des transports afin d'être plus proche du terrain. Elle accède à des fonctions stratégiques, de management et de direction.
En 2010, après les transports Mory, elle rejoint les transports MGE, où elle développe une plate-forme multimodale qu'utilisent, aujourd'hui encore, la plupart des acteurs industriels du département.
En 2016, elle rejoint le groupe Livio, spécialisé dans le bâtiment et le génie civil, au poste de co-gérante, aux côtés de Frédéric Peduzzi, petit-fils du fondateur,,. Anne-Claire Goulon accompagne le changement de fonctionnement inhérent à de petites unités vers celui de groupe et lance une politique de responsabilité sociétale (RSE),. Elle présente également un projet de rapprochement entre le groupe Livio Travaux publics et Reval Prest insertion.

## Engagement

### Face Vosges (Fondation Agir contre l'Exclusion)
- En 2017, elle devient la présidente de la fondation Face Vosges avec le souhait de tisser des liens entre les demandeurs d'emplois en marge et les entreprises[9]. Elle fédère plus de 160 entreprises et institutions et développe de nombreuses actions innovantes[10],[11],[12]. Notamment en faveur de l'insertion professionnelle avec les matchs pour l'emploi, qui réunissent employeurs, référents RH, salariés et chercheurs d'emploi, le temps de quelques épreuves sportives dans le but de rompre la glace et de tisser des liens plus rapidement[13].

- En 2018-19, avec FACE, elle gère le recrutement de 100 personnes dans le projet d'une unité d'incinération à Rambervillers[14].
- En 2019, elle propose à l'État la mise en place d'un dispositif d’inclusion économique par l’emploi. Elle organise des rencontres directes entre des personnes sorties du circuit de l'emploi avec des entreprises adhérentes à FACE[15].
- Elle quitte la présidence en 2021 et passe la main à Sophie Tachon-Simonnet[16].

### Réseau des Ambassadeurs des Vosges
- En 2017, Anne-Claire Goulon rejoint le réseau des ambassadeurs des Vosges, et contribue à défendre les atouts économiques du département[17],[4].
- En 2018, elle organise les 80 ans du Groupe Livio en présence des olympiens, Matthieu Péché et Gauthier Klauss, les vosgiens devenus champions du monde de canoë biplace (C2) en 2017[18].

### Cancer@Work
Anne-Claire Goulon combat un cancer du sein. Malgré les périodes difficiles relatives à son état de santé, elle continue à travailler et reconnait dans son témoignage, avoir bénéficié de la bienveillance de sa hiérarchie et de ses collègues, ce qui l'a stimulée davantage à combattre, puis finalement entrer dans une rémission longue avant de récidiver.
« Le cancer touche une personne sur dix, ce qui signifie que dans chaque entreprise, il y a des salariés dont la vie sera hachée. Puisque l'on ne peut pas éviter le problème, il faut faire en sorte qu'il soit vécu le mieux possible », témoigne la dirigeante, lors d'une assemblée Cancer@Work.

### Covid19 - À qui sont ces yeux?
À l'initiative du projet "À qui sont ces yeux?", elle encourage puis accompagne le photographe Michel Laurent dans une succession de portraits de personnes masquées dans le but de rappeler les dégâts systémiques que cette crise sanitaire génère. Cette exposition d'abord digitale, puis physique, sert de support pédagogique dans les écoles.

### Défi sportif
En 2023, à l'occasion de la journée internationale des femmes, elle fait partie d'une cohorte de 12 femmes à gravir le Kilimandjaro.

## Distinctions
- 2017 - Trophées des Femmes de l’économie dans le Grand Est dans la catégorie Innovation Sociale[4],[23],[24],[25]
- 2019 - Chevalier national de l'ordre du mérite[26],[27],[28]
- 2020 -  Ambassadrice pour l'égalité hommes-femmes dans les Vosges[29]
- 2024 - Le 2 juiilet, elle porte la flamme olympique dans les rues de Lille[30],[31]